# 원광대 소장 건륭15년명감로탱화
원광대 소장 건륭15년명감로탱화(圓光大 所藏 乾隆十五年銘甘露幀畵)는 대한민국 전북특별자치도 익산시 원광대학교에 있는 불화이다. 2000년 11월 17일 전라북도의 유형문화재 제185호로 지정되었다.

## 참고 자료
- 원광대소장건륭15년명감로탱화 - 국가유산청 국가유산포털